# Chouy
Chouy je francouzská obec v departementu Aisne v regionu Hauts-de-France. V roce 2011 zde žilo 395 obyvatel.

## Sousední obce
Ancienville, Billy-sur-Ourcq, Faverolles, Louâtre, Marizy-Saint-Mard, Marizy-Sainte-Geneviève, Neuilly-Saint-Front, Noroy-sur-Ourcq, Rozet-Saint-Albin, Saint-Rémy-Blanzy

## Doprava
Obec se nachází na křižovatce silnic D82 a D973. Necelé 2 km jižně od obce prochází železniční trať z Remeše do Paříže. Nejbližší železniční stanice je v obci La Ferté-Milon, která je vzdálena zhruba 12 km.

## Vývoj počtu obyvatel
Počet obyvatel 